# Guainía (departman)
Guainía je kolumbijski departman u istočnom dijelu države na granici s Brazilom i Venezuelom. Glavni grad je Inirida. Prema podacima iz 2005. godine u departmanu živi samo 35.230 stanovnika te je najmanji kolumbijski departman po broju stanovnika. Sastoji se od pet općina.

## Općine
U departmanu Guainía se nalazi pet općina:
1. Cacahual
2. Guaviare
3. La Guadalupe
4. Morichal Nuevo
5. Pana Pana
6. Puerto Colombia
7. San Felipe

## Vanjske poveznice
- Službena stranica departmana